# Trioxszalen
A trioxszalen (INN: trioxsalen) fehér/szürkés kristályos por. Pszoralen-származék(en). Vízben nem, metanolban, kloroformban, dimetil-szulfoxidban oldódik. Növényekből – rendszerint Psoralea corylifoliából(en) – vonják ki.
Fotoszenzibilátor: fényérzékenyebbé teszi a bőrt, elősegíti annak pigmentációját. A bőr sötétebb árnyalatú lesz, rétegei megvastagodnak. UV-fénnyel történő kezeléskor alkalmazzák, elsősorban vitiligo, kéz ekcéma, de más bőrbetegségek ellen is.
Fluoreszcens tulajdonságú: 321 nm-es (UV-)fény hatására 445 nm-es (kék) fényt bocsát ki.

## Hatásmód
Fény hatására keresztkötéseket hoz létre a DNS-láncban, mely programozott sejthalált okoz, ha a sejt nem tudja kijavítani.
Kutatáskor ez összeköthető a konfokális mikroszkóp(en) festésével, így a DNS-hibák vizuálisan tanulmányozhatók.
A vegyületet abból a célból is tanulmányozzák, hogy antiszenz(en) oligonukleotidokat fejlesszenek ki, melyek specifikusan a mutáns, az egészségestől akár egyetlen bázispárban különböző mRNS-szekvenciához kötődnek, így a normál DNS→RNS-átírást nem befolyásolják.

## Alkalmazás
Helyileg, vagy szájon át, tejjel vagy étellel együtt bevéve, 2–4 órával az UV-kezelés előtt. Szokásos adag 12 év fölött napi 20–40 mg, fellépésre készülő testépítők esetén 10 mg.
A bevételt követő 24 órán át a bőrt befedő ruházatot kell viselni, és további 24 órán át nem szabad napozni. Szürke hályog ellen napszemüveggel lehet védekezni.
Célszerű kerülni bizonyos ételek fogyasztását, melyek ugyancsak fokozzák a bőr fényérzékenységét: lime, füge, petrezselyem, paszternák, mustár, sárgarépa, zeller.

## Mellékhatások, ellenjavallatok
Nagyon erős szer. Növeli a bőrrák, szürkehályog és más szembetegségek, továbbá a bőr idő előtti öregedésének kockázatát.
A meglevő súlyos szív- és érrendszeri problémákat tovább súlyosbíthatja az UV-fény okozta hőhatás.
Mellékhatások: viszketés, émelygés. Ritkábban: szédülés, fejfájás, depresszió, idegesség, alvászavarok.

## Készítmények
Nemzetközi forgalomban:
- Dermtone
- Dsorolen
- Neosoralen
- Puvadin
- Tripsor
- Trisoralen
- Vitiline

Magyarországon nincs forgalomban.